# Teotlalco
Teotlalco là một đô thị thuộc bang Puebla, México. Năm 2005, dân số của đô thị này là 2971 người.